# Special Beat Service
Special Beat Service – trzeci album brytyjskiego zespołu The Beat. Został nagrany w Roundhouse Studios (Londyn) i wydany w 1982 roku przez wytwórnię Go-Feet (w USA przez I.R.S. w tym samym roku jako The English Beat). Producentem płyty był Bob Sargeant (oprócz "Pato And Roger A Go Talk" - Mike Hedges i Ranking Roger). Album zajął 21 pozycję na brytyjskiej liście przebojów.

## Lista utworów

### Str. A
1. "I Confess" – 4:34
2. "Jeanette" – 2:46
3. "Sorry" – 2:33
4. "Sole Salvation" – 3:05
5. "Spar Wid Me" – 4:32
6. "Rotating Head" – 3:24

### Str. B
1. "Save It for Later" – 3:34
2. "She's Going" – 2:10
3. "Pato and Roger a Go Talk" – 3:19
4. "Sugar and Stress" – 2:57
5. "End of the Party" – 3:32
6. "Ackee 1-2-3" – 3:12

## Single z albumu
- "Save It for Later" (1982) UK # 47
- "Jeanette" (1982) UK # 45
- "I Confess" (1982) UK # 54

## Muzycy
- Ranking Roger – wokal, toasting, instrumenty perkusyjne
- Dave Wakeling – wokal, gitara
- David Steele – bas, banjo
- Andy Cox – gitara, mandolina
- Everett Morton – perkusja
- Saxa – saksofon
- Wesley Magoogan – klarnet, saksofon
- Dave Blockhead – klawisze
- Bob Sargeant – marimba
- Mark Fox – instrumenty perkusyjne
- Jack Emblow – akordeon
- M. Mishra – tabla
- Vince Sullivan – puzon
- Dave Lord – trąbka
- Steve Sidwell – trąbka
- Pato – toasting